# Bracharoa charax
Bracharoa charax är en fjärilsart som beskrevs av Druce 1896. Bracharoa charax ingår i släktet Bracharoa och familjen tofsspinnare. Inga underarter finns listade i Catalogue of Life.